# Louin, Mississippi
Louin là một thành phố thuộc quận Jasper, tiểu bang Mississippi, Hoa Kỳ. Năm 2010, dân số của thành phố này là 277 người.

## Dân số
- Dân số năm 2000: 339 người.
- Dân số năm 2010: 277 người.